# 1657

## Родени
- 11 юли – Фридрих I, крал на Прусия (1701 – 1713)
- 15 декември – Мишел-Ришар Делаланд, френски композитор

## Починали
- Йоанис Котуниос, гръцки учен
- Франс Снайдерс, фламандски художник
- 2 април – Фердинанд III, император на Свещената римска империя
- 3 юни – Уилям Харви, английски учен
- 17 август – Робърт Блейк, английски адмирал
- 27 септември – Олимпия Майдалкини, италианска благородничка